# Itálico
Em tipografia, os tipos itálicos são fontes cursivas cujo desenho das letras minúsculas baseia-se numa estilizada forma caligráfica. Devido à influência da caligrafia, esses tipos podem inclinar-se ligeiramente para a direita. A forma das letras difere da forma das letras romanas. Itálicos verdadeiros são distintos dos tipos oblíquos, em que a fonte romana é ligeiramente inclinada. Por outro lado, as letras maiúsculas de fontes itálicas geralmente se baseiam no desenho das maiúsculas romanas, porém inclinadas.

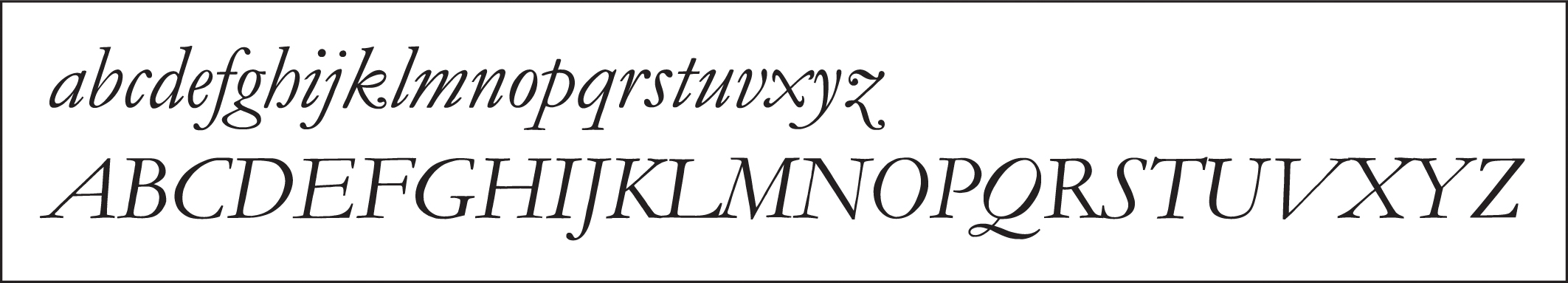
Caracteres minúsculos e maiúsculos itálicos da família Garamond

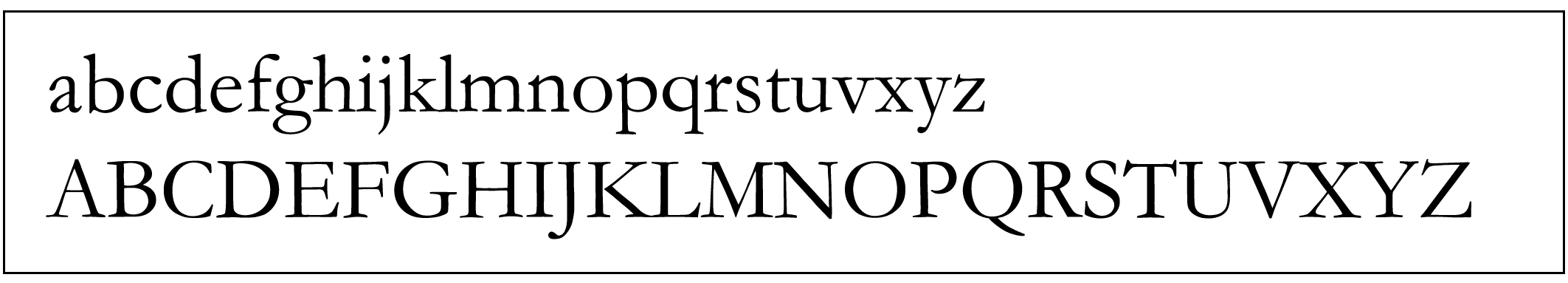
Caracteres minúsculos e maiúsculos romanos da família Garamond

## História
Em 1501, Francesco Grifo (1450/1518) criou o "itálico tipográfico": tipos em metal inspirados nas letras cursivas das chancelarias Italianas para a imprensa venziana de Aldo Manúcio. Os tipos itálicos de Griffo economizavam espaço, em relação aos tipos romanos e foram utilizados para compor, em 1501, uma obra de Virgílio na oficina de Manúcio. O itálico foi criado, naquela época, para ser utilizado como fonte de texto e não como fonte auxiliar, como é utilizada atualmente.
Francesco Griffo trabalhou junto com Aldo Manúcio para desenvolver o primeiro tipo itálico baseado nas letras de chancelaria.  As letras minúsculas da tipografia em metal itálica foram projetadas para uso em livros. A ideia de Manúcio era a de usar os tipos itálicos para economizar espaço e manter o custo da produção baixo, devido a economia de papel.
Em Portugal, é costume se referir a itálico por grifo.

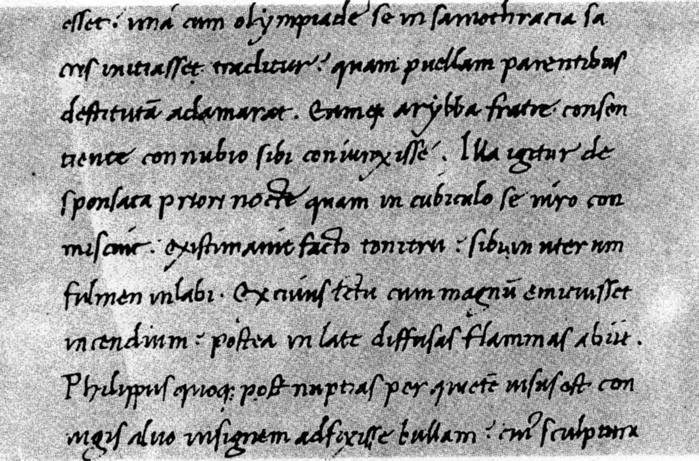
Amostra da escrita cursiva de Niccolò Niccoli, que deu origem ao tipo itálico

O tipo itálico foi utilizado pela primeira vez por Aldo Manúcio na Imprensa Aldina em 1501 na edição de Virgílio. Baseado na escrita cursiva humanista originalmente desenvolvida nos anos 1420 por Niccolò Niccoli, ela serviu como um tipo condensado para volumes simples e compactos. As punções para esses tipos foram cortadas por Francesco Griffo, também conhecido por Francesco da Bologna. Em 1501, Aldo Manúcio escreveu a seu amigo Scipio:
Nós imprimimos e agora estamos publicando as Sátiras de Juvenal e Persius em um formato bem pequeno, para que seja convenientemente segurado pelas mãos e aprendido pelo coração (sem falar em ser lido) por todos.
Diferentemente dos tipos itálicos de hoje, as letras maiúsculas eram capitais romanas verticais, mais curtas que os ascendentes das letras itálicas minúsculas e eram produzidas cerca de 65 letras com (ligaturas) nos livros Dante e Virgílio Aldinos de 1501.

## Diferenças entre fontes itálicas e fontes romanas

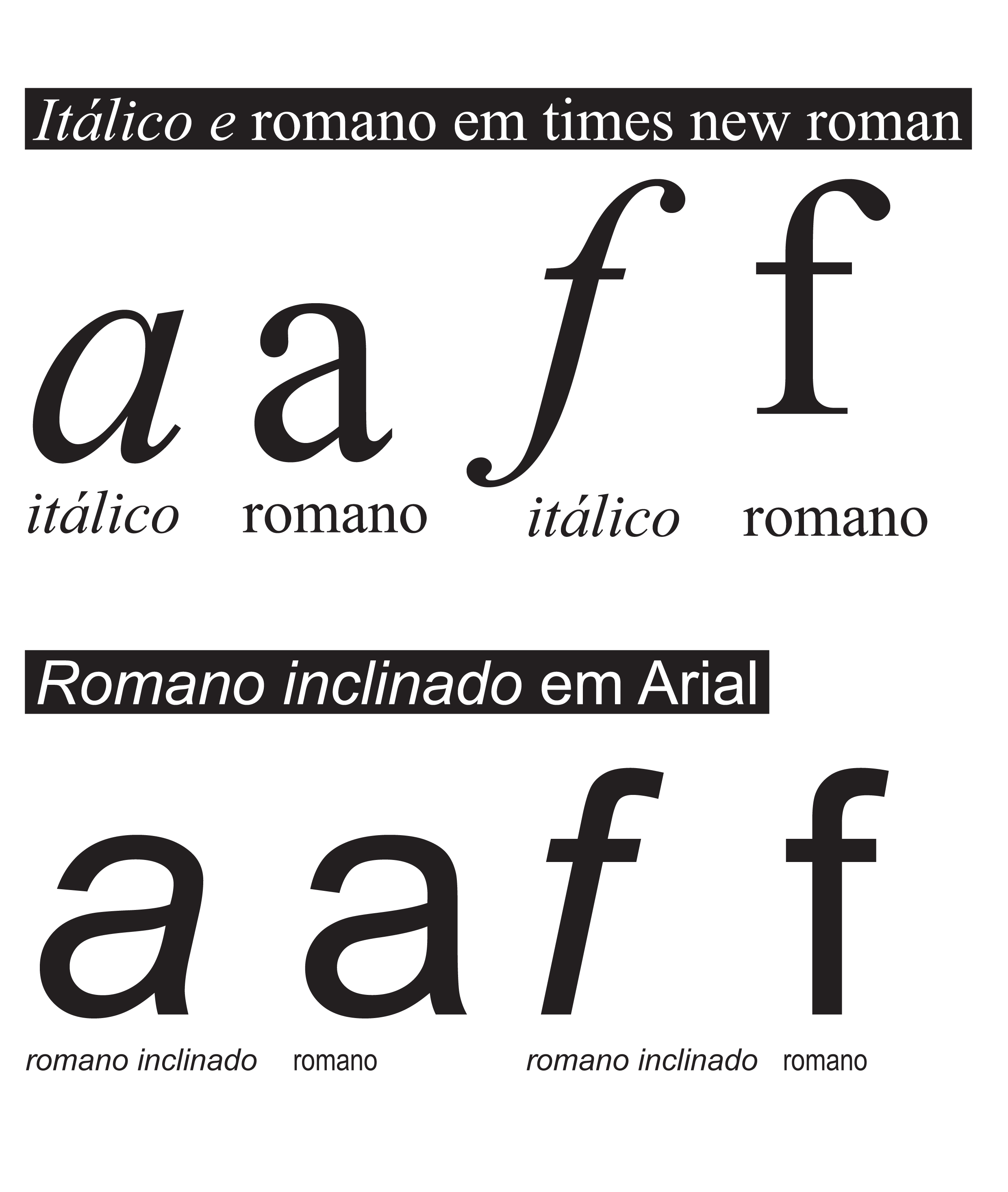
Diferenças entre Times Itálica e Romana e Arial Romana Inclinada e Romana

Uma das diferenças perceptíveis entre as fontes romanas e as fontes itálicas consiste no fato de que as romanas são eretas (90°) e as itálicas são levemente inclinadas para a direita. No entanto, a principal diferença é o fluxo e não a inclinação. As fontes itálicas possuem estrutura cursiva e contínua, diferente das romanas. As serifas itálicas são frequentemente transitivas: são traços na entrada e saída da letra, tendendo a inclinar-se em ângulo natural da escrita.
Algumas itálicas podem ser mais cursivas que outras, assim como as romanas podem, vez ou outra, conter traços caligráficos. No entanto, toda fonte itálica tende ser muito mais cursiva que as romanas.
As primeiras itálicas produzidas eram pouco inclinadas e eram desenhadas para ser utilizadas com romanas maiúsculas eretas. Há exemplos de itálicas manuscritas do século XV sem inclinação. Existem versões tipográficas antigas e modernas de fontes itálicas cuja inclinação é de apenas 2° ou 3°. Todavia, há versões que podem chegar até 25°.
As fontes romanas e itálicas foram bastante independentes até o século XVI. Antes disso, muitos livros eram compostos ou com tipos itálicos ou com tipos romanos, nunca revezando-os. No Renascimento, as duas versões foram utilizadas no mesmo contexto. Normalmente, as romanas eram utilizadas no texto principal, e o itálico eram utilizado nos prefácios e nas notas laterais, versos e em citações blocadas. Foi dado o costume de deixar a romana como principal e itálico para enfatizar e especificar determinadas informações, desenvolveu-se no século XVI e estabilizou no século XVII. Os tipógrafos barrocos admiravam a mistura das romanas e itálicas, pois as mesmas foram úteis a editores e autores. A modulação e uso  de ambos acabou se tornando "regra".
Desde o século XVII, houve tentativas falhas de neutralizar a natureza cursiva do itálico, redesenhando um tipo de segundo molde de romano o que são chamados de "romanos desenhados", o que não passam de romanos inclinados conhecidos também, como oblíquos. Aos poucos os tipos itálicos minúsculos foram sofrendo alteração e se tornando romanos inclinados, e suas proporções foram alteradas. Por isso, muitos itálicos são de 5% a 10% mais estreitos que os romanos. Porém, muitos romanos inclinados (menos os desenhados por Eric Gill) são bem mais largos que os seus companheiros romanos.

## Exemplos
Exemplos de textos em tipos romano e itálico verdadeiro:

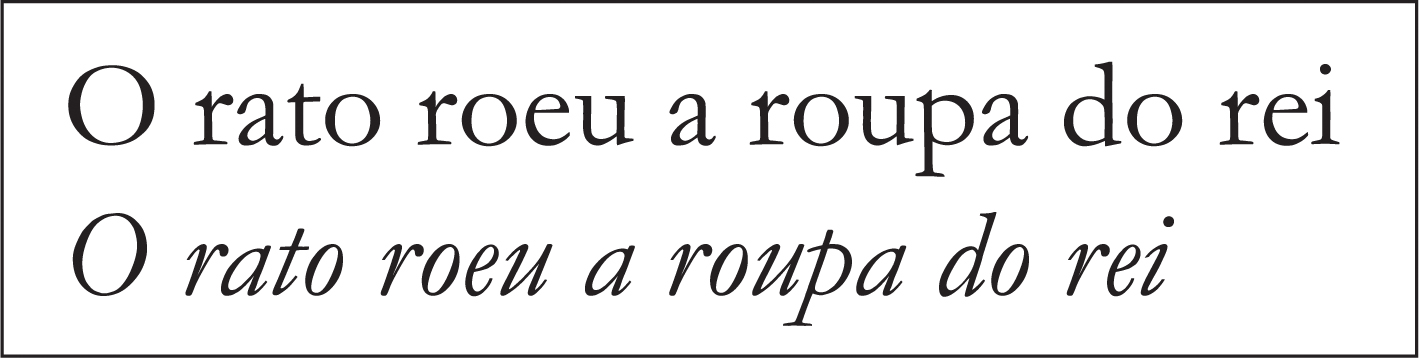
texto em romano e itálico da família Garamond

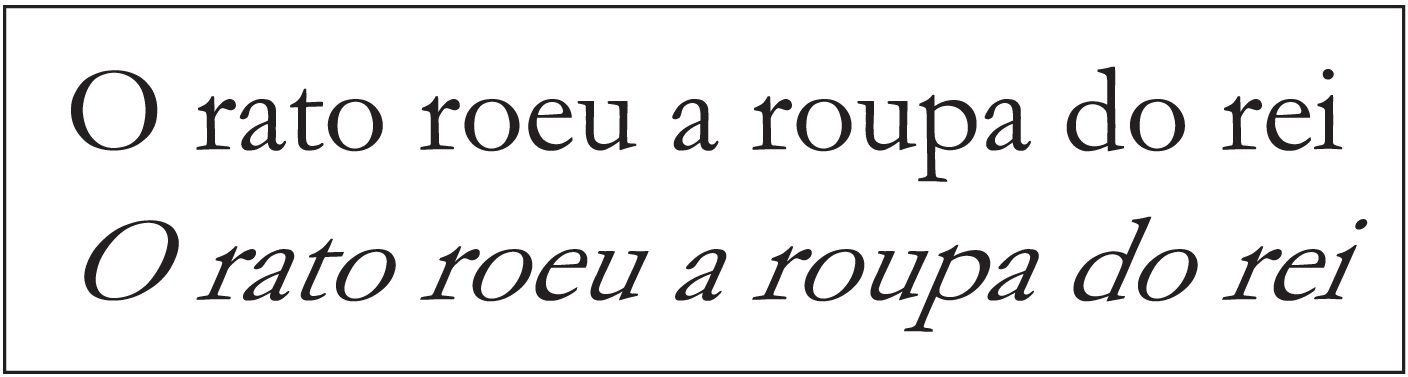
texto em romano e romano oblíquo - neste caso, forçou-se a inclinação do tipo romano Garamond

O mesmo exemplo oblíquo:

## Usos
Não há uma regra gramatical quanto ao uso do estilo de fonte itálico. Contudo, no Brasil, as normas ABNT recomendam o emprego do itálico para destacar palavras ou frases em língua estrangeira. Em Portugal, as regras de legística do governo apontam para a utilização de itálico sempre que for necessário escrever uma palavra em idioma estrangeiro, prática refletida no Diário da República. No Jornal Oficial da União Europeia, o itálico é utilizado em vocábulos, frases ou períodos em língua estrangeira intercalados no texto português.
- Ênfase: "Ela estava realmente cansada."
- Nomes de navios
- O título de um poema épico: "Acredita-se que a Ilíada seja o primeiro poema grego."
- Palavras estrangeiras, inclusive a nomenclatura binária latina na taxonomia de seres vivos: Homo sapiens
- Usando uma palavra como um exemplo de uma palavra para explicar seu significado semântico: "Com é uma preposição."
  - Usando uma letra ou número para referir-se dentro de um contexto: "Christina ficou chateada: Escreveram o nome dela sem h."
  - Quando ela viu seu nome na posição número 1, teve certeza de que era a melhor."
- Introduzindo ou definindo termos, especialmente termos técnicos ou usados de forma incomum ou diferente do usual: "A psicologia freudiana é baseada no ego, superego e id"
- Em romances, indicando o pensamento de um personagem: "Isto não pode estar acontecendo, pensou ela."
- Símbolos para unidades da Física e outras variáveis matemáticas: "A velocidade de luz, c, é aproximadamente igual a 3,00×108 m s-1."
- Às vezes, o autor pode querer escrever o texto geral em itálico, e usar a fonte normal para realçar o texto.